# Sphecozone novaeteutoniae
Sphecozone novaeteutoniae là một loài nhện trong họ Linyphiidae.
Loài này thuộc chi Sphecozone. Sphecozone novaeteutoniae được Léon Baert miêu tả năm 1987.